# BW Волка
BW Волка (лат. BW Lupi) — одиночная переменная звезда в созвездии Волка на расстоянии (вычисленном из значения параллакса) приблизительно 24878 световых лет (около 7628 парсеков) от Солнца. Видимая звёздная величина звезды — от менее +16m до +13,6m.

## Характеристики
BW Волка — красная пульсирующая переменная звезда, мирида (M) спектрального класса M. Эффективная температура — около 3286 K.